# Mount Fox, Alberta
Mount Fox är ett berg i Kanada.   Det ligger i provinsen Alberta, i den södra delen av landet, 3 000 km väster om huvudstaden Ottawa. Toppen på Mount Fox är 2 973 meter över havet, eller 263 meter över den omgivande terrängen. Bredden vid basen är 1,7 km.
Terrängen runt Mount Fox är bergig åt sydväst, men åt nordost är den kuperad.Trakten runt Mount Fox är nära nog obefolkad, med mindre än två invånare per kvadratkilometer.. Det finns inga samhällen i närheten. 
I omgivningarna runt Mount Fox växer i huvudsak barrskog.